# Maláj férfi jégkorong-válogatott
A maláj férfi jégkorong-válogatott Malajzia nemzeti csapata, amelyet a Maláj Jégkorongszövetség (malájul: Persekutuan Hoki Ais Malaysia) irányít. Első mérkőzésüket 2007. január 26-án játszották a Téli Ázsiai Játékokon, ahol 7–3-ra legyőzték Hongkongot.
2022-ben csatlakoztak a nemzetközi mezőnyhöz, amikor részt vettek a divízió IV-es világbajnokságon és a legjobb helyezésüket is ekkor érték el, amikor a 48. helyen (4. hely a divízió IV csoportban) végeztek és feljutottak a divízió III/B csoportba, ahol azonban az utolsó helyen zárták a tornát és kiestek. 2024-ben a 4., 2025-ben a 6. helyen végeztek a divízió IV-ben.

## Eredmények

### Világbajnokság
- 1920–2006 – Nem tagja az IIHF-nek.
- 2017–2019 – Nem vett részt
- 2020 – Törölve a Covid19-pandémia miatt[1]
- 2021 – Törölve a Covid19-pandémia miatt[2]
- 2022 – 48. hely (4. a Divízió IV-ben)
- 2023 – 52. hely (6. a Divízió III/B-ben)
- 2024 – 56. hely (4. a Divízió IV-ben)
- 2025 – 58. hely (6. a Divízió IV-ben)